# Карп (Люблінське воєводство)
Карп (пол. Karp) — село в Польщі, у гміні Ситно Замойського повіту Люблінського воєводства.
Населення — 154 особи (2011).
У 1975-1998 роках село належало до Замойського воєводства.

## Демографія
Демографічна структура станом на 31 березня 2011 року:
|          | Загалом | Допрацездатний вік | Працездатний вік | Постпрацездатний вік |
| -------- | ------- | ------------------ | ---------------- | -------------------- |
| Чоловіки | 72      | 11                 | 53               | 8                    |
| Жінки    | 82      | 19                 | 41               | 22                   |
| Разом    | 154     | 30                 | 94               | 30                   |